# Copa Petrobras Bogotá 2010
Il Copa Petrobras Bogotá 2010 è un torneo professionistico di tennis maschile giocato sulla terra rossa, che faceva parte dell'ATP Challenger Tour 2010. Si è giocato a Bogotà in Colombia dal 20 al 26 settembre 2010.

## Partecipanti

### Teste di serie
| Nazionalità | Giocatore          | Ranking* | Testa di serie |
| ----------- | ------------------ | -------- | -------------- |
| Paraguay    | Ramón Delgado      | 136      | 1              |
| Brasile     | João Souza         | 138      | 2              |
| Colombia    | Carlos Salamanca   | 144      | 3              |
| Brasile     | Marcos Daniel      | 151      | 4              |
| Sudafrica   | Izak van der Merwe | 159      | 5              |
| Stati Uniti | Kevin Kim          | 161      | 6              |
| Germania    | Andre Begemann     | 174      | 7              |
| Brasile     | Caio Zampieri      | 195      | 8              |

- Ranking al 13 settembre 2010.

### Altri partecipanti
Giocatori che hanno ricevuto una wild card:
- Juan Sebastián Gómez
- Alejandro González
- José Pereira
- Sebastián Serrano
- Rodrigo Guidolin (special exempt)

Giocatori passati dalle qualificazioni:
- Diego Álvarez
- Martin Emmrich
- Gero Kretschmer
- Eladio Ribeiro Neto

## Campioni

### Singolare
João Souza ha battuto in finale  Reda El Amrani con il punteggio di 6–4, 7–6(5)

### Doppio
Franco Ferreiro /  André Sá hanno battuto in finale  Gero Kretschmer /  Alex Satschko con il punteggio di 7–6(6), 6–4